# Frans Boenders
Frans Boenders (Antwerpen, 28 september 1942) is een Vlaams radio- en televisieproducent, schrijver en filosoof.
Boenders studeerde Germaanse filologie en filosofie aan de Katholieke Universiteit Leuven. Hij werkte ruim vijfentwintig jaar voor de Vlaamse publieke omroep als producent van radio- en televisieprogramma's.
Frans Boenders is schrijver van een tiental boeken en essays over schrijven, schrijvers en literaire ethica. Hij schreef voor verschillende Vlaamse en Nederlandse literaire en culturele tijdschriften en was hoofdredacteur van magazine Kunst en Cultuur. Hij werkte mee aan kunsttentoonstellingen en -catalogi van onder andere de surrealistisch Belgische kunstschilder René Magritte en art nouveau.
Hij maakte meerdere reizen door Azië, onder meer met beeldend kunstenaar Hubert Minnebo. Verschillende van zijn boeken wijdde hij aan filosofie en oosterse religies en culturen, waaronder twee boeken over Tibet: Tibetaans dagboek: Tibet in de jaren tachtig uit 1987 en Kailash, De Weg van de Berg tien jaar erna. Zijn werk Denken in tweespraak uit 1978 werd bekroond met de Arkprijs van het Vrije Woord.
Frans Boenders is lid van de Koninklijke Vlaamse Academie van België voor Wetenschappen en Kunsten en werd er in 2007 tot voorzitter verkozen voor een termijn van twee jaar. Boenders werd in 2012 geridderd tot Grootofficier in de Leopoldsorde met ranginneming op 8 april 2010.

## Bibliografie

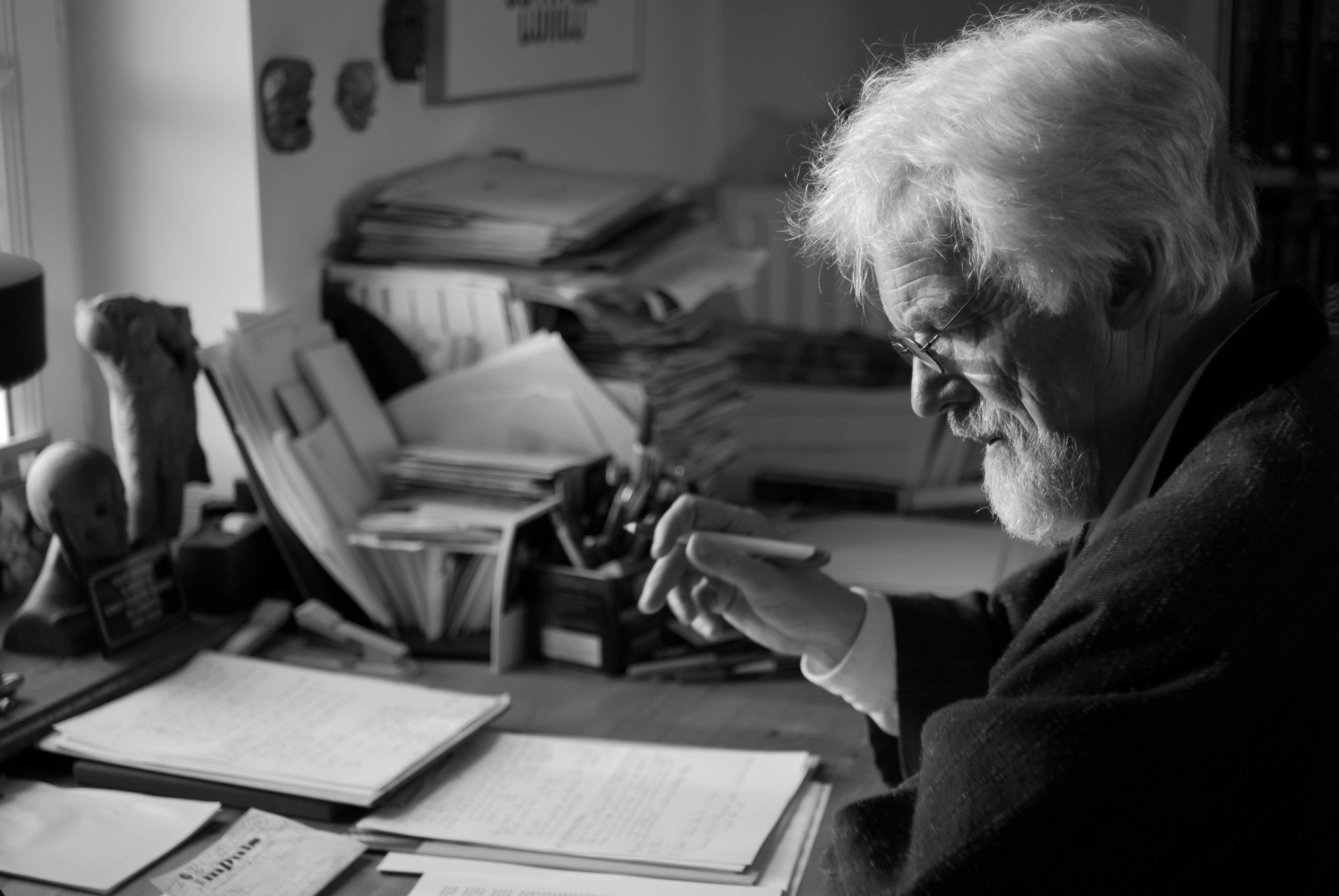